# Trương Thương Huyền
Trương Thị Thương Huyền hay Trương Thương Huyền (sinh năm 1975) có nghệ danh Thương Huyền và Thương Thương Huyền, là nữ diễn viên kịch nói người Việt Nam, bà cũng được biết đến với một số vai diễn điện ảnh trong một số phim như Bao giờ thuyền lại sang sông, Cỏ lau.

## Tiểu sử
Thương Huyền sinh ngày 12 tháng 8 năm 1975 tại Gio Mai, huyện Gio Linh, Quảng Trị.
Năm 1991, khi mới 16 tuổi, Thương Huyền được các nghệ sĩ tại địa phương khuyến khích thi vào Đoàn Nghệ thuật Tổng hợp Quảng Trị. Năm 1993, bà được chọn vào một vai phụ trong phim điện ảnh Cỏ lau của đạo diễn Vương Đức, nhưng sau đó vị đạo diễn đã đổi ý khi để bà đóng nhân vật chính lúc trẻ. Năm 1996, Bà được đạo diễn Trần Quốc Trọng chọn đóng nhân vật Hiền lúc trẻ trong phim điện ảnh truyền hình Bao giờ thuyền lại sang sông. Năm 2008, tại Cuộc thi Tài năng trẻ diễn viên kịch nói Toàn quốc, Thương Huyền được Hội đồng giám khảo chú ý và cho là triển vọng nhất khi tự bỏ kinh phí để dự thi.
Thương Huyền từng giữ vai trò Phó trưởng Đoàn Nghệ nhuật Quảng Trị. Bà đã lập gia đình và có hai con, 1 trai và 1 gái.

## Giải thưởng
- Danh hiệu Nghệ sĩ ưu tú (2012)[1][3]

| Năm  | Giải thưởng                               | Vở diễn | Kết quả                | Chú thích   |
| ---- | ----------------------------------------- | ------- | ---------------------- | ----------- |
| 1995 | Hội diễn Sân khấu chuyên nghiệp toàn quốc | Ám ảnh  | Diễn viên trẻ tài năng | [ 2 ] [ 1 ] |

## Vai diễn

### Kịch nói
- Lê trong “Ám ảnh” (đạo diễn, NSND Xuân Đàm)
- Mua trong “Chuyện đời thường vớ vẩn”
- Dạ Thi trong “Chuyện dài thế kỷ”
- Cô gái quê trong “Sự tích nước mắt"

### Điện ảnh
| Năm  | Tựa đề                                    | Vai diễn       | Đạo diễn                       | Hình thức            | Chú thích |
| ---- | ----------------------------------------- | -------------- | ------------------------------ | -------------------- | --------- |
| 1993 | Cỏ lau                                    | Thai (lúc trẻ) | Vương Đức                      | Điện ảnh             | [ 2 ]     |
| 1996 | Bao giờ thuyền lại sang sông              | Hiền (lúc trẻ) | Lê Phương Liên                 | Điện ảnh truyền hình |           |
| 1997 | Sao đổi ngôi                              |                | Trần Quốc Trọng                | Điện ảnh truyền hình |           |
| 2000 | Làm mẹ                                    |                | Trần Quốc Trọng                | Điện ảnh truyền hình |           |
| 2003 | Xuân Cồ: Nhà hòa giải                     |                | Vũ Minh Trí                    | Điện ảnh truyền hình |           |
| 2003 | Đối mặt                                   |                | Trần Vịnh                      | Điện ảnh truyền hình |           |
| 2004 | Đường đời                                 | Thơm           | Trần Quốc Trọng, Trần Hoài Sơn | Dài tập              | [ 2 ]     |
| 2010 | Bão trong im lặng                         |                | Hoàng Thanh Du                 | Dài tập              |           |
| 2022 | The Unburied Sounds of a Troubled Horizon | Người mẹ       | Tuan Andrew Nguyen             | Phim ngắn            | [ 7 ]     |

### Chương trình khác
- 2024 - Vĩ tuyến 17 - Khát vọng Hòa bình[8]
- 2022 - MV: "Khát Vọng Trường Sơn" - Huyền Trang[9]
- 2022 - "Yêu lẽ phải - Trọng tình thương"[10]